# Wet Bibob
De Wet bevordering integriteitsbeoordelingen door het openbaar bestuur (wet Bibob) is een Nederlandse wet die in 2003 is ingesteld. Doel is dat gemeenten, provincies, waterschappen en ministeries de integriteit van houders en/of aanvragers van vergunningen en subsidies toetsen bij het landelijk bureau BIBOB. Het zijn vooral gemeenten die gebruik maken van de mogelijkheden die deze wet biedt. Instanties van de rijksoverheid gebruiken de wet volgens een onderzoek uit 2022 zelden of nooit.

## Achtergrond
In 1996 constateerde de Parlementaire enquêtecommissie opsporingsmethoden (commissie Van Traa) dat criminele organisaties soms misbruik maken van vergunningen en subsidies. De criminele onderwereld was bezig de legale bovenwereld te infiltreren, aldus Van Traa. Criminelen maakten met illegaal verdiend geld aanspraak op vergunningen, subsidies en overheidsopdrachten, zo kwam crimineel geld in de bovenwereld terecht. Een vergunning of subsidie werd bijvoorbeeld aangevraagd op naam van een - op het eerste gezicht - bonafide bedrijf. De vergunning of subsidie werd na toekenning vervolgens gebruikt voor criminele activiteiten. Het op het eerste gezicht bonafide bedrijf was een dekmantel voor malafide praktijken, zoals het witwassen van geld. Tot de invoering van de wet BIBOB konden alleen de politie en het Openbaar Ministerie ingrijpen als er sprake was van malafide praktijken. Met de wet BIBOB hebben nu ook andere bestuursorganen een (bestuurlijk) instrument waarmee ze criminele activiteiten kunnen aanpakken. Ze kunnen bij vermoeden van malafide praktijken het Bureau BIBOB onderzoek laten doen.

## Kritiek
Van de zijde van ondernemers is er kritiek op de Wet BIBOB. In een aantal gemeenten zou de wet BIBOB te rigide worden toegepast, bijvoorbeeld in Amsterdam. Hiermee worden bonafide ondernemers onnodig opgezadeld met een BIBOB-onderzoek, wat veel tijd kost. Doordat een vergunning langer op zich laat wachten, verliezen deze bonafide ondernemers soms veel geld. Ook vinden critici dat ondernemers die ooit een scheve schaats hebben gereden, door de wet BIBOB te hard worden aangepakt. De wet BIBOB ontneemt hen 'een tweede kans'.
In februari 2009 is de eerste rechtszaak in de geschiedenis aangespannen tegen bureau Bibob, oftewel de Nederlandse staat, door een exploitant van prostitutiepanden in Groningen, die een vergoeding wil voor de imagoschade die hij zegt te hebben geleden mede door de uitkomsten van een Bibob-onderzoek. De zaak loopt nog (zie deze alinea in het artikel Prostitutie in Groningen).

## Uitbreiding
Op 2 december 2008 kwam het Kabinet met een persbericht waarin werd aangekondigd dat de wet BIBOB zal worden uitgebreid, zodat speelautomaten, headshops en vastgoedtransacties met een overheid er straks ook onder vallen. Na de wetswijziging zal het advies van het landelijk Bureau Bibob aan de vergunningaanvrager of -houder verstrekt kunnen worden. Dit is nu nog niet mogelijk.
In september 2009 heeft de Minister van BZK bekendgemaakt welke 10 regionale informatie- en expertisecentra worden opgericht. Deze centra krijgen een rol in de samenwerking en ondersteuning van gemeenten bij de toepassing van BIBOB en bij de uitwisseling van persoonsgegevens op regionaal niveau. Dit is een van de maatregelen die ertoe moet leiden dat vanaf 2010 een lastenreductie van een BIBOB-procedure voor ondernemers wordt bereikt van 16% (€ 2,5 mln per jaar).

## Uitvoering door Bureau BIBOB
Het bureau BIBOB valt onder het ministerie van Justitie en onderzoekt op verzoek van een bestuursorgaan of er een kans bestaat dat een vergunning, subsidie of overheidsopdracht misbruikt wordt of misbruikt zal worden voor criminele activiteiten. Bureau BIBOB onderzoekt de aanvraag en degene die de aanvraag heeft gedaan. Is de aanvrager eerder betrokken geweest bij criminele activiteiten? Heeft de aanvrager gefraudeerd? In welke branche is de aanvrager werkzaam? etc. Het onderzoek mondt uit in een BIBOB-advies, waarin de kans op malafide praktijken wordt weergegeven als: geen gevaar, enig gevaar of ernstige mate van gevaar.
Het bestuursorgaan neemt daarna mede op basis van het BIBOB-advies een besluit over de vergunning, subsidie of overheidsopdracht. Het bestuursorgaan is zelf verantwoordelijk voor de beslissing die het neemt. Het BIBOB-advies is namelijk niet bindend, het bestuursorgaan mag dus ook afwijken van het advies. In het algemeen zal een bestuursorgaan het advies van Bureau BIBOB wel opvolgen. Tegen de uiteindelijke beslissing van het bestuursorgaan staat bezwaar en beroep open, conform de Algemene wet bestuursrecht.

## Uitvoering door gemeenten
De Wet BIBOB wordt vooral toegepast door gemeenten en veel minder door provincies, waterschappen en andere bestuursorganen. De gemeenten bepalen zelf of een BIBOB-procedure nodig is en stellen daar ook zelf de criteria voor op. Gevolg is dat de criteria verschillen per gemeente. Volgens deskundigen is dat niet erg, in Friesland of Groningen zijn de risico's op malafide praktijken immers minder groot dan bij een horecaonderneming op de Amsterdamse wallen. Daarom is het, volgens diezelfde deskundigen, niet zo raar dat grote steden strengere criteria hanteren dan minder risicovolle gemeenten.
De gemeente Amsterdam maakt grootscheeps gebruik van de Wet BIBOB en is landelijk koploper waar het gaat om het aanvragen van BIBOB-adviezen. In de stad moet bij iedere horecatransactie een BIBOB-formulier worden ingevuld. Daarmee voorkomt Amsterdam - naar eigen zeggen - willekeur, iedereen krijgt dezelfde behandeling. Keerzijde is dat er veel werk is bijgekomen en de aanvraag van een vergunning veel langer duurt. Amsterdam zette en zet de wet BIBOB onder andere in bij het 'schoonvegen' van de Wallen en het Damrak. Dit leidde bijvoorbeeld tot de sluiting van het luxe bordeel Yab Yum.

## Kosten en middelen
Bij vergunningen en aanbestedingen kost het de aanvragende overheid 500 euro per BIBOB-advies. Bij aanbestedingen wordt 500 euro per advies gerekend, met een maximum van 5000 euro. Er zijn voorbeelden waarin de kosten zijn doorberekend aan het bedrijf.
In 2006 ontving het bureau BIBOB 158 adviesaanvragen van gemeenten en andere overheden, in 2007 waren dat er 263. De meeste aanvragers zijn gemeenten, Amsterdam staat op de eerste plaats, gevolgd door Maastricht, Rotterdam, Den Haag en Roosendaal. In 2009 zijn in totaal 237 reguliere en 63 aanvullende adviezen afgegeven. Voor 2010 worden 388 adviezen geraamd die samen € 194.000 opleveren.
Daarnaast financiert het ministerie van Justitie Bureau BIBOB in 2010 met € 3,8 miljoen. Gemeentebesturen en hun partners worden door de minister BZK in positie gebracht om criminaliteit effectief te reduceren en te voorkomen door de verdere opbouw van de regionale informatie- en expertisecentra. In 2010 is hiervoor € 4,235 miljoen beschikbaar. Van de subsidie wordt nauwelijks gebruikgemaakt.